# Georg Grosch (Komponist)
Georg Oskar August Grosch (* 10. Juni 1895 in Gräfenthal; † 25. Februar 1987 in Jena) war ein thüringischer Musikerzieher und Komponist.
Grosch heiratete 1923 Johanna Schönheit, zum zweiten Mal 1941 Margarete Schönheit. Anlässlich seiner ersten Eheschließung entstanden die Werke Hymnus an die Liebe, für 4 Solostimmen und Klavier, op. 4a und Wo du hingehst, da will auch ich hingehen, für 3 Frauenstimmen und Orgel, op. 4b. Der ersten Ehe entstammten zwei Töchter  (* 1923 und * 1926). Grosch starb 1987 91-jährig in Jena. Seit 1991 trägt eine Straße im Jenaer Ortsteil Göschwitz seinen Namen.

## Leben

### Herkunft und Familie
Georg Groschs Vater war Uhrmacher. Die Eltern, Karl und Lina Grosch, betrieben ein Geschäft für Uhren und Goldwaren in Gräfenthal. Sie fielen im Jahre 1928 einem Raubmord zum Opfer. Grosch verarbeitete dieses Erlebnis in der Komposition Eine tragische Symphonie, Orchesterwerk, op. 10. Seine beiden Geschwister starben in jungen Jahren. 
Grosch heiratete 1923 Johanna Schönheit, zum zweiten Mal 1941 Margarete Schönheit. Anlässlich seiner ersten Eheschließung entstanden die Werke Hymnus an die Liebe, für 4 Solostimmen und Klavier, op. 4a und Wo du hingehst, da will auch ich hingehen, für 3 Frauenstimmen und Orgel, op. 4b. Der ersten Ehe entstammten zwei Töchter  (* 1923 und * 1926). Grosch starb 1987 91-jährig in Jena. Seit 1991 trägt eine Straße im Jenaer Ortsteil Göschwitz seinen Namen.

### Ausbildung
Grosch besuchte die Bürgerschule in Gräfenthal und das Gymnasium in Hildburghausen. Ab dem 9. Lebensjahr erhielt er Klavierunterricht, das Cellospiel eignete er sich autodidaktisch an. Schon als Gymnasiast leitete er einen Singkranz, trat als Instrumentalsolist auf und begann zu komponieren (Streichquartett, op.2 und Sonate für Violoncello und Klavier, op. 3). Dadurch wurde in Hildburghausen Max Reger, der Hofkapellmeister des Herzogs von Sachsen-Meiningen und Professor am Königlichen Konservatorium Leipzig, auf ihn aufmerksam und betreute ihn musikalisch.
Als Grosch nach dem Abitur das Studium der Altphilologie in Leipzig aufnahm, ermöglichte ihm Max Reger zusätzlich seine musikalischen Studien (Musiktheorie, Cello, Gesang). Da er als Student auch Sänger und Vizedirigent des Leipziger Universitätschores St. Pauli war, wurde er mit dem damaligen Gewandhauskapellmeister Arthur Nikisch bekannt, der sein musikalisches Talent fördern wollte. Diese Laufbahn wurde 1915 durch die Einberufung zum Militärdienst unterbrochen. Auch während des Krieges fand er Möglichkeiten, sich musikalisch zu betätigen. Nach Verwundungen und Gefangenschaft kehrte er 1919 in die Heimat zurück, führte sein Studium der Altphilologie nun in Jena weiter und legte 1922 das Staatsexamen für das Lehramt an höheren Schulen ab. Nach einjähriger Referendarzeit in Meiningen, wo er alte Sprachen lehrte, kam er zurück nach Jena. Jena wurde sein Wirkungsort bis zu seinem Lebensende. Er wurde hier 1928 zum Studienrat ernannt und wurde im Jahre 1955 an der Pädagogischen Fakultät der Friedrich-Schiller-Universität promoviert mit dem Thema Die Pflege der Instrumentalmusik an den höheren Schulen Sachsens und Thüringens von 1500 bis 1650 zum Dr. paed. 1958 wurde er zum Professor ernannt.

### Gymnasiallehrer und Leiter eines Schülerorchesters
Grosch unterrichtete in Jena zunächst am Gymnasium und an der Deutschen Aufbauschule. In dieser Zeit entstand sein Trio für Violine, Violoncello und Klavier, op.6, das in einem Sommerkonzert der Jenaer Pauliner unter seiner Mitwirkung (Cello) aufgeführt wurde. Von 1926 bis 1953 wirkte er an der Oberrealschule (mit Deutscher Aufbauschule), der späteren Adolf-Reichwein-Oberschule, dem heutigen Adolf-Reichwein-Gymnasium als Lehrer für alte Sprachen und Musik. Er intensivierte recht bald die musikalische Ausbildung der Schüler und gründete neben einem Schulchor bereits im Jahre 1926 ein Schülerorchester mit sinfonischer Besetzung. Dabei lag auch die Instrumentalausbildung der Schüler zu einem großen Teil in seinen Händen. Er erarbeitete sich autodidaktisch die Spieltechnik der Instrumente und schrieb Instrumentenschulen. Die Klangkörper (Chor und Orchester) trugen zu dem hohen Ansehen der Schule bei und spielten eine herausragende Rolle bei zahlreichen Veranstaltungen, z. B. bei den Feiern zum 100-jährigen Bestehen der Schule im Jahre 1932. Zu den ersten eigenen Kompositionen, die Grosch mit Chor und Orchester einstudierte, gehörte 1930 Der 13. Psalm. In der Zeit des Nationalsozialismus und besonders des Zweiten Weltkrieges mussten an der Chor- und Orchesterarbeit trotz großer Anstrengungen Abstriche gemacht werden. In diese Zeit fällt die Aufführung seiner Orchestersuite im alten Stil, op. 20.
Nach dem Zweiten Weltkrieg setzte sich Grosch erfolgreich für die Instandsetzung der Instrumente und die Wiederaufnahme der Chor- und Orchesterarbeit an der Jenaer Adolf-Reichwein-Schule ein. Anlässlich des 25-jährigen Bestehens des Schülerorchesters im Jahre 1951 veranstaltete er mit Chor und Orchester ein Schülerkonzert, bei dem er u. a. die diesem Anlass gewidmete Symphonie im Stil von Joseph Haydn, op. 24 aufführte. Auch das 1950 gesungene Lied Mensch zu Mensch (Text: G. Engelke), op. 23b und die 1953 aufgeführten Vier Thüringer Bauerntänze waren für die Klangkörper der Schule geschrieben. Dem Schülerorchester gehörten in dessen 27-jähriger Geschichte über 300 Schüler an, von denen ca. 10 % die Musik zu ihrem Beruf erwählten. Seine Aufzeichnungen über das Schülerorchester legte er nach Beendigung des Schuldienstes im Jahre 1955 als Manuskript vor. Das Manuskript wurde von dem Jenaer Musikschaffenden Karl Müller Schmied im Jahre 2009 bearbeitet und in kleiner Stückzahl veröffentlicht.

### Dirigent eines Jenaer Volkschores
Fast 30 Jahre – von Anfang 1924 bis Ende 1953 – war Grosch auch Dirigent des Jenaer Liederkranzes, eines 1885 gegründeten Volkschores. Er arbeitete unermüdlich daran, die Stimmen zu formen, die Sängerinnen und Sänger musikalisch zu bilden, Solisten und kleine Chorformationen besonders zu schulen, immer wieder junge Sängerinnen und Sänger zu gewinnen und erreichte damit, dass der Liederkranz eine für einen Volkschor hohe Qualität erlangte und anspruchsvolle Programme gestalten konnte. Dazu gehörte auch die Aufführung von ihm komponierter Chorlieder (Sängermarsch; Soldatenmorgenlied, Text: Max von Schenkendorf; Wandrers Nachtlied, Text: J. W. von Goethe, op. 7b und Amboss oder Hammer, Text: J. W. von Goethe, op. 23a). Beim Festkonzert anlässlich des 50-jährigen Bestehens des Chores im Jahre 1935 erklangen im Jenaer Volkshaus die Ouvertüre B-Dur, op.8 und die Uraufführung seiner für diesen Anlass geschaffenen Festmusik für großes Orchester mit Schlusschor, op. 14, gespielt vom Städtischen Sinfonieorchester Jena. Bei der Aufführung seiner Suite für Violoncello und Klavier, op. 18 in einem Konzert der kriegsbedingt geschaffenen Chorgemeinschaft Jenaer Liederkranz – Jenaer Liedertafel im Jahre 1942 saß er selbst am Flügel. Der noch heute bestehende Jenaer Liederkranz erlebte unter Grosch seine Blütezeit und pflegt die Erinnerung an seinen langjährigen verdienstvollen Chorleiter.

### Dozent und Institutsdirektor an der Friedrich-Schiller-Universität Jena
Von 1938 bis 1944 war Grosch nebenamtlich als Dozent an der Hochschule für Musik „Franz Liszt“ in Weimar für das Fach Unterrichtsmethodik tätig. 1953 folgte er dem Ruf an das Institut für Musikerziehung der Friedrich-Schiller-Universität Jena als Dozent für Instrumentenkunde, Musiktheorie und Schulmusik-Pädagogik, nachdem er dort schon vorher einen Lehrauftrag (Ausbildung an den Instrumenten Klarinette, Waldhorn, Cello, Cembalo und Fagott, sowie Harmonielehre, Instrumentenkunde und Gehörbildung) wahrgenommen hatte. Von 1957 bis 1962 war er Direktor des Instituts für Musikerziehung. Seine Ernennung zum Professor erfolgte 1958 – im Jahr des 400-jährigen Bestehens der Universität.

### Aufführung seiner Kompositionen in Thüringen
Durch das Sinfonieorchester Jena (heute Jenaer Philharmonie) wurden 1938, 1955 und 1975 die Variationen und Fuge über ein eigenes Thema, op. 16 und 1938 und 1958 das Streichquartett c-Moll, op.13 aufgeführt. Ende der 1930er Jahre wurde sein Konzert für Violine und Orchester in a-Moll, op. 15 mit dem Geiger Hugo Kolberg bei einer Rheinland-Tournee gespielt. Georg Grosch widmete der Jenaer Universität anlässlich ihres Jubiläums 1958 die Kantate ‚Seid euch bewusst‘, op. 25, die unter großem Beifall im Jenaer Volkshaus mit Sinfonieorchester und mehreren Chören aufgeführt wurde. Nochmalige Aufführungen fanden 1961 in Erfurt, sowie 1962 und 1973 in Jena statt. 1958 erfolgte in der Aula der Universität auch die Aufführung des Symphonischen Stücks in B-Dur durch das Max-Reimann-Ensemble und im Podium junger Künstler zum wiederholten Mal die Suite für Violoncello und Klavier, op. 18. 1962 wurde das Doppelkonzert für Violine, Violoncello und Orchester, op. 28 in Rudolstadt uraufgeführt, 1962 wurde es in Gotha gespielt. Im Juni 1962 intonierte das Sinfonieorchester Jena im Rahmen der Stadtfestspiele die Svmphonie a-Moll, op. 30 mit Schlusschor über Fichtes ‚Du sollst an Deutschlands Zukunft glauben‘, die Grosch dem Andenken Fichtes aus Anlass dessen 200. Geburtstages gewidmet hatte. Hier zeigte sich zum wiederholten Male, wie eng Grosch in seinem kompositorischen Schaffen mit der Stadt Jena verbunden war.

### Arbeiten nach der Emeritierung
Nach 1962 hielt Grosch noch Vorträge an der Universität und im Kulturbund Jena. Er war Musikrezensent der örtlichen Tagespresse. Dann widmete er sich Chronologien und Aufzeichnungen zu unterschiedlichen Themen (Schöpferkraft altgewordener Musiker, Max Reger, Todesursache früh verstorbener Komponisten, Frauen im Leben großer Komponisten …), die er dem Zentralinstitut für Musikforschung in Berlin in Manuskriptform übergab. Sein Biografie-Manuskript Lebenserinnerungen eines deutschen Schulmusikerziehers vollendete er ca. 1975. Es befindet sich im Jenaer Stadtarchiv.

## Schüler
Aus dem langjährigen Wirken Georg Groschs bei der musikalischen Ausbildung von Schülern und Studenten gingen namhafte Persönlichkeiten hervor. Stellvertretend hierfür seien genannt:
- die Musikschaffenden, Dozenten, Musikerzieher, Musiker, Musikredakteure und -verleger
  - Gert Frischmuth, Erfurt/Weimar
  - Rosemarie Frischmuth, Erfurt/Weimar
  - Hans Jörg Görner, Leinefelde
  - Wolfgang Hütter, Zwickau
  - Eberhard Möller, Zwickau
  - Siegfried Müller, Weimar
  - Karl Müller Schmied, Jena
  - Karl Rarichs, Frankfurt/Main
  - Wolfgang Reich, Dresden
  - Bruno Salomon, Jena
  - Klaus Schneider, Berlin
  - Helmut Wald, Erfurt
  - Gerhard Warnke, Jena
- der Frauenarzt und Geigenbaumeister Klaus Osse, Jena
- der als Musicalclown NUK bekannt gewordene Zahnarzt Georg Spillner, Kahla und München
- der Psychologe Friedrich Winnefeld, Jena

## Kompositionen

### Orchesterwerke, Konzerte, Chorwerke mit Orchester
- Lustspiel-Ouvertüre, op. 8, 1927
- Romantische Suite (3 Sätze), op. 9, 1927
- Eine tragische Symphonie, op. 10, 1930
- Variationen und Fuge über ein eigenes Thema, op. 16, 1937
- Orchester-Suite im alten Stil (Intrade – Menuett – Sarabande – Bourrée), op. 20, 1941
- Symphonie G-Dur im Stil von Joseph Haydn (Andante/Allegro – Allegretto), op. 24, 1951
- Symphonisches Stück Nr. 6 in B-Dur
- Vier symphonische Tänze
- Vier Thüringer Bauertänze für Streichorchester und Flöte
- Konzert für Violine und Orchester a-Moll, op. 15, 1935
- Konzert für Klavier und Orchester E-Dur, op. 19, 1941
- Konzert für Trompete und Orchester, op. 27
- Doppelkonzert für Violine, Violoncello und Orchester, op. 28
- Konzert für Violoncello und Orchester, op. 29
- Der 13. Psalm für Chor, Baritonsolo und Orchester
- Kantate ‚Weihe der Nacht‘ (Text: Friedrich Hebbel), für Solostimmen, gemischten Chor und Orchester, op. 12, 1932
- Festliche Musik (Text: Martin Luther), für großes Orchester und Chor, op. 14, 1935
- Mahnung, für gemischten Chor und Orchester, op. 17
- Kantate ‚Seid euch bewusst‘ (Text: Johannes R. Becher), für gemischten Chor und Orchester, op. 25, 1952
- Symphonie a-Moll mit Schlusswort von J. G. Fichte, op. 30

### Kammermusik
- Sonate im alten Stil für Violine und Cembalo (oder Klavier), op. 1, 1914
- Streichquartett Nr. 1 D-Dur, op. 2
- Sonate für Violoncello (oder Violine) und Klavier, op. 3
- Trio D-Dur für Violine, Violoncello und Klavier, op. 6
- Streichquartett c-Moll, op. 13, 1933
- Suite für Violoncello und Klavier, op. 18, 1938
- Suite für Klavier, op. 21, 1942
- 1. und 2. Suite für Volksinstrumente
- 1. und 2. Suite im klassischen Stil
- Sextett für Klarinette, Horn, 2 Violinen, Viola und Violoncello, op. 22, 1949

### Vokalwerke, Chormusik
- Hymnus an die Liebe, für 4 Solostimmen und Klavier, op. 4a, 1923
- Wo du hingehst, da will auch ich hingehen, für 3 Frauenstimmen und Orgel, op. 4b, 1923
- Soldatenmorgenlied ‚Erhebt euch von der Erde‘, (Text: Max von Schenkendorf), für Chor
- Wandrers Nachtlied ,Der du von den Himmeln bist', (Text: J. W. von Goethe), für 4-stimmigen Chor, op. 7b, 1927
- Sängermarsch ‚Auf ihr Sänger‘, für Chor
- Amboss oder Hammer (Text: J. W. von Goethe,) für gemischten Chor, op. 23a, 1949
- Mensch zu Mensch (Text: Gerrit Engelke), für gemischten Chor, op. 23b, 1950